# Dangerous Acquaintances
Dangerous Acquaintances — восьмой студийный альбом английской певицы Марианны Фейтфулл, выпущенный 1 сентября 1981 года на Island Records. Альбом был воспринят рецензентами как разочаровывающее продолжение Фейтфулл Broken English, поскольку в альбоме злые и противоречивые альтернативные аранжировки новой волны предыдущего альбома заменены на более мейнстримную рок-структуру с участием более десятка сессионных музыкантов и, придавая песням определённую анонимность. Название — отсылка к роману Пьера Шодерло де Лакло 1782 года «Опасные связи».
Основными синглами альбома были: песня «Intrigue», сочинённая тогдашним мужем певицы Беном Брайерли и «For Beauty’s Sake», написанная Фейтфулл и Стивом Уинвудом.

## Об альбоме и запись
Марианна Фейтфулл описала запись альбома как долгий и трудный процесс, отмеченный многочисленными случаями недопонимания между ней, инструменталистами и продюсером. Она особо отметила, что басист Стив Йорк и барабанщик Терри Стэннард не справились должным образом, и что продюсер Марк Манди принял неуместные производственные решения, такие как включение валторн в «Intrigue». Она также была недовольна тем, как Манди общался с исполнителями: «C нами произошло несколько удивительных ситуаций. Он относился к группе так, как будто они не умеют играть и не знают, что они делают. Ко мне он тоже так относился, но прежде всего к группе. Поездка прошла под лозунгом „разделяй и властвуй“. Я не думаю, что он это делал специально. Это просто было его натурой.»

## Отзывы критиков
| Оценки критиков | Оценки критиков |
| Источник        | Оценка          |
| --------------- | --------------- |
| Allmusic        | [ 2 ]           |
| People          | (положительно)  |
| Village Voice   | (B+)            |

В своем ретроспективном обзоре Allmusic неоднократно критиковал альбом за отказ от музыкальной и лирической смелости Broken English в пользу более традиционного и доступного материала.

## Список композиций
| №                   | Название              | Автор(ы)                                              | Длительность |
| ------------------- | --------------------- | ----------------------------------------------------- | ------------ |
| 1.                  | «Sweetheart»          | Марианна Фейтфулл Барри Рейнольдс                     | 3:15         |
| 2.                  | «Intrigue»            | Бен Бриерли                                           | 4:29         |
| 3.                  | «Easy in the City»    | Фейтфулл Барри Рейнольдс                              | 3:16         |
| 4.                  | «Strange One»         | Джо Мавети Терри Сэннард                              | 2:51         |
| 5.                  | «Tenderness»          | Фейтфулл Барри Рейнольдс                              | 3:53         |
| 6.                  | «For Beauty's Sake»   | Фейтфулл Стив Уинвуд                                  | 3:30         |
| 7.                  | «So Sad»              | Фейтфулл Барри Рейнольдс Стив Йорк                    | 4:31         |
| 8.                  | «Eye Communication»   | Фейтфулл Барри Рейнольдс Фаззи Самуэлс Терри Стэннард | 3:35         |
| 9.                  | «Truth, Bitter Truth» | Дэвид Коуртс Фейтфулл Барри Рейнольдс                 | 7:24         |
| Общая длительность: | Общая длительность:   | Общая длительность:                                   | 36:44        |

## Участники записи
- Марианна Фейтфулл — вокал
- Барри Рейнольдс[англ.] — гитара
- Стив Йорк — бас-гитара
- Джо Маверти — гитара
- Терри Стэннард[англ.] — ударные

с участием:
- Стив Уинвуд — клавишные
- Фрэнк Коллинз[англ.] — бэк-вокал
- Денис Хейнс[англ.] — клавишные
- Пикфорд Сайкс — клавишные
- Нил Хаббард[англ.] — гитара
- Мартин Дровер — труба
- Джулиан Диггл — ударные
- Кэлвин «Fuzzy» Сэмюэл — бас-гитара
- Крис Стейнтон — клавишные
- Клифтон «Бигга» Моррисон — фортепиано
- Дайан Спеннер[англ.] — бэк-вокал
- Джим Левертон[англ.] — бас-гитара
- Мел Коллинз — саксофоны
- Питер Вейч — клавишные

Технический персонал
- Боб Поттер — звукоинженер
- Эд Такер — сведение
- Пол Генри — художественное направление
- Клайв Эрроусмит[англ.] — фотография

## Чарты
| Чарт (1981)                               | Высшая позиция |
| ----------------------------------------- | -------------- |
| Australian Kent Music Report Albums Chart | 24             |
| Canadian RPM Albums Chart                 | 12             |
| Dutch Mega Albums Chart                   | 33             |
| French SNEP Albums Chart                  | 10             |
| New Zealand Albums Chart                  | 7              |
| Norwegian VG-lista Albums Chart           | 12             |
| Swedish Albums Chart                      | 4              |
| UK Albums Chart                           | 45             |
| U.S. Billboard 200                        | 104            |

| Чарт (1981)           | Позиция |
| --------------------- | ------- |
| Canadian Albums Chart | 76      |

## Сертификации и продажи
}
}
}
}
| Регион                                                      | Сертификация | Продажи |
| ----------------------------------------------------------- | ------------ | ------- |
| Австралия (ARIA)                                            | Золотой      | 35 000^ |
| Канада (Music Canada)                                       | Золотой      | 50 000^ |
| Франция (SNEP)                                              | Золотой      | 113,800 |
| Новая Зеландия (RMNZ)                                       | Золотой      | 7500^   |
| ^ Данные о тиражах приведены только на основе сертификации. |              |         |